# Campionat de Catalunya Masculí de Tercera Categoria
El Campionat de Catalunya Masculí de Tercera Categoria, conegut amb el nom de Tercera Catalana, és la quarta i última competició de més nivell que organitza la Federació Catalana de Basquetbol, per sota del Campionat de Catalunya Masculí de Segona Categoria i per sobre dels Campionats Territorials, que organitzen les delegacions provincials de la Federació. Fins a l'any passat, es componia de sis grups de 16 equips, però aquest any es va formar un grup més.
Pugen a Segona Catalana els vuit classificats a la fase final (els primers classificats de cada grup), que jugaran una fase final per tal de decidir el campió de la categoria. D'altra banda, els segons, tercers i quarts classificats de cada grup jugaran la promoció d'ascens en què per pujar de categoria, hauran de superar diferents eliminatòries segons la seva classificació a la lliga regular.
Quant als descensos, baixaran directament aquells equips classificats en 15è i 16è lloc. Els equips classificats 11è, 12è, 13è i 14è jugaran una promoció de permanència a dues victòries per tal de mantenir la categoria.

## Campions de la Fase de Grups
| Temporada | Grup 1                       | Grup 2                         | Grup 3                          | Grup 4                         | Grup 5                       | Grup 6                      | Grup 7                          | Grup 8                              |
| --------- | ---------------------------- | ------------------------------ | ------------------------------- | ------------------------------ | ---------------------------- | --------------------------- | ------------------------------- | ----------------------------------- |
| 2001/02   | Sagrada Família-Claror "A"   | CB Singuerlin "A"              | CB Santpedor                    | CB Viladecans-Sant Gabriel "A" | CB Salou                     | CP Santjoanenc              | Grup creat el 2009/10           | Grup creat el 2011/12               |
| 2002/03   | CE Laietà-Ascensores Eninter | Club Bàsquet CIC "A"           | La Salle Reus                   | CB Montpedrós "A"              | UE Ripoll-Esports 2000       | CB Lloret "A"               | Grup creat el 2009/10           | Grup creat el 2011/12               |
| 2003/04   | CB Sant Gabriel              | BC Martorell-Solvin "B"        | Liceo Francés                   | CB Grup Barna "B"              | AE Teià-Jambalaia            | Nou Caulès                  | Grup creat el 2009/10           | Grup creat el 2011/12               |
| 2004/05   | CB Esparreguera "B"          | Jesús Maria i Josep "A"        | CE Molins de Rei "A"            | JAC Sants "B"                  | Detectives Alexander JLC "A" | CB Vilablareix              | Grup creat el 2009/10           | Grup creat el 2011/12               |
| 2005/06   | Kings Dream Mataró           | UE Barberà "B"                 | BC Tecla Sala "A"               | CEB Pallejà "A"                | STC El Vendrell              | Bàsquet Besalú              | Grup creat el 2009/10           | Grup creat el 2011/12               |
| 2006/07   | AAEET Masia Bou              | CP Font Castellana "A"         | Arenys Bàsquet "B"              | CB Castellbisbal "A"           | Les Onades CB Cubelles 1     | Giroassist-Vilablareix      | Grup creat el 2009/10           | Grup creat el 2011/12               |
| 2007/08   | CB Cabrera "A"               | Carnisseries Arnall CE Palamós | UE Sant Cugat 2 - Marcove       | Ilerda Estructures Alpicat     | Bàsquet Ribes "A"            | BC Sant Joan Despí          | Grup creat el 2009/10           | Grup creat el 2011/12               |
| 2008/09   | Auditel-Fontajau             | CB Tiana Snow Dreams           | CB Llívia                       | CB Morell                      | Toyota Molins de Rei "A"     | CB Sant Antoni "A"          | Grup creat el 2009/10           | Grup creat el 2011/12               |
| 2009/10   | Sofàs Molist SESE "B"        | CB Cic "A"                     | Cuines Stil Balsareny           | Valldèmia "A"                  | CB Grifeu Llançà             | Sedis Pirinenca XXI Serveis | Euronics CB Calafell            | Grup creat el 2011/12               |
| 2010/11   | CB Garrotxa Santjoanenc      | CB Llavaneres "A"              | CB Cantaires Tortosa Gueche     | CB Vilatorrada "A"             | Bàsquet Neus                 | Gramenet BC "A"             | CB Santa Coloma "B"-Asphaltroad | Grup creat el 2011/12               |
| 2011/12   | CE Sant Nicolau "B"          | Bàsquet Sitges "B"             | Queso Milner–Arenys Bàsquet "B" | CB La Salle Horta              | CN Caldes "A"                | CB Nou Esplugues            | CB Quart "B"                    | TAU Icesa–Ploms Salle–Reus "B"      |
| 2012/13   | AE Boet Mataró "A"           | FD Cassanenc                   | CB Cardedeu                     | CN Terrassa "B"                | CB Navàs                     | CB Cantaires Tortosa        | CB Guinardó                     | Orus–AEE Col·legi Cultural Badalona |
| 2013/14   | UE Mataró                    | Qbasket Sant Cugat "A"         | Nou Bàsquet Olesa "A"           | BC Tecla Sala                  | CB Ciutat Vella "B"          | AE Badalonès "B"            | Manyanet Reus "A"               | Girobowling CB Salt                 |
| 2014/15   | CB Santa Coloma "B"          | CB Santa Eugènia de Berga      | Physic CB Igualada "B"          | UE Sant Cugat "B"              | CB Nou Esplugues             | CB Aguiles                  | Mercomind Escolapis Sarrià "A"  | CB Grifeu Llançà                    |
| 2015/16   | CB Sant Andreu "A"           | CB IPSI "B" – OTTO Styl        | CB Matadepera taronja           | Muralla Òptica CB Blanes       | Càmping Bianya Roser "B"     | Torredembarra BC            | CB Tona                         | Cunill CB Sant Narcís               |
| 2016/17   | Sommos Penya Fragantina      | CE Laietà-Ascensores Eninter   | BC Martorell "B"                | FD Cassanenc                   | CB Cerdanyola al Dia "B"     | CB Sant Feliu               | Sagrada Família Claror "B"      | CB Granollers "B"                   |
| 2017/18   | CEB Pallejà                  | CB Mollerussa                  | Círcol Catòlic Badalona "B"     | Sant Ignasi Esportiu           | CB Farners                   | FC Martinenc "B"            | European International School   | CB Parets                           |

## Campions absoluts
| Edició  | Lloc                    | Campió                          | Resultat   | Segon               |            | Tercer                                 | Resultat                               | Quart                                  |
| ------- | ----------------------- | ------------------------------- | ---------- | ------------------- | ---------- | -------------------------------------- | -------------------------------------- | -------------------------------------- |
| 2008/09 | Fontajau (Girona)       | CB Morell                       | 58 – 55    | CB Llívia           |            | Toyota Molins de Rei "A"               | 67 – 66                                | Auditel-Fontajau                       |
| 2009/10 | La Seu d'Urgell         | Sedis Pirinenca XXI Serveis     | 87 – 73    | CB Grifeu Llançà    |            | CB Cic "A" i Euronics CB Calafell      | CB Cic "A" i Euronics CB Calafell      | CB Cic "A" i Euronics CB Calafell      |
| 2010/11 | El Prat de Llobregat    | CB Santa Coloma "B"-Asphaltroad | 73 – 65    | Bàsquet Neus        |            | Gramenet BC "A" i CB Vilatorrada "A"   | Gramenet BC "A" i CB Vilatorrada "A"   | Gramenet BC "A" i CB Vilatorrada "A"   |
| 2011/12 | Caldes de Montbui       | CN Caldes "A"                   | 67 – 63    | CE Sant Nicolau "B" |            | CB La Salle Horta i Bàsquet Sitges "B" | CB La Salle Horta i Bàsquet Sitges "B" | CB La Salle Horta i Bàsquet Sitges "B" |
| 2012/13 | Cardedeu                | AE Boet Mataró "A"              | 82 – 60    | CB Cardedeu         |            | CN Terrassa "B" i CB Guinardó          | CN Terrassa "B" i CB Guinardó          | CN Terrassa "B" i CB Guinardó          |
| 2013/14 | Desconegut              | Desconegut                      | Desconegut | Desconegut          | Desconegut | Desconegut                             | Desconegut                             | Desconegut                             |
| 2014/15 | Desconegut              | Physic CB Igualada "B"          | 61 – 60    | CB Grifeu Llançà    |            | CB Aguiles                             | 68 – 62                                | Mercomind Escolapis Sarrià "A"         |
| 2015/16 | Desconegut              | CB Matadepera taronja           | 94 – 81    | CB Tona             |            | Cunill CB Sant Narcís                  | 75 – 58                                | Muralla Òptica CB Blanes               |
| 2016/17 | La Sénia                | CB Granollers "B"               | 85 – 57    | FD Cassanenc        |            | CB Cerdanyola al Dia "B"               | 80 – 58                                | Sagrada Família Claror "B"             |
| 2017/18 | Santa Coloma de Farners | FC Martinenc "B"                | 82 – 74    | CB Parets           |            | CB Farners                             | 94 – 60                                | European International School          |